# Gregorio Morán
Gregorio Morán (Oviedo, 1947) és periodista i escriptor.

## Biografia
Després de fer els estudis de batxillerat, va estudiar a l'Escola d'Art Dramàtic de Madrid. Militant del Partit Comunista d'Espanya durant el franquisme, va viatjar al París del 1968 i es va inscriure a la Sorbona, dins dels cursos del Centre d'Estudis Teatrals. El seu llibre Adolfo Suárez: Historia de una ambición (1979) fou una de les primeres biografies sobre Suárez, figura que tornaria a tractar trenta anys més tard a Adolfo Suárez: Ambición y destino (2009). Com a periodista ha col·laborat amb diversos mitjans, com Opinión, Arreu, La Gaceta del Norte, Diario 16 o La Vanguardia, diari on va ser destituït l'agost de 2017 per comparar independentisme i franquisme.

## Obres
- El cura y los mandarines (2014)
- La decadencia de Cataluña contada por un charnego (2013)
- Adolfo Suárez: Ambición y destino (2009)
- Asombro y búsqueda de Rafael Barrett (2007)
- Los españoles que dejaron de serlo: cómo y por qué Euskadi se ha convertido en la gran herida histórica de España (2003)
- El viaje ruso de un vendedor de helados (2001)
- El maestro en el erial: Ortega y Gasset y la cultura del franquismo (1998)
- El precio de la transición (1991)
- Testamento vasco: un ensayo de interpretación (1987)
- Miseria y grandeza del Partido Comunista de España 1939-1985 (1986)
- Los españoles que dejaron de serlo: Euskadi, 1937-1981 (1982)
- Adolfo Suárez: historia de una ambición (1979)